# SV Preußen Köslin
SV Preußen Köslin (celým názvem: Sportverein Preußen Köslin) byl německý sportovní klub, který sídlil v pomořanském městě Köslin (dnešní Koszalin v Západopomořanském vojvodství). Založen byl v roce 1909, zanikl v roce 1945 po polské anexi východních Pomořan. Klubové barvy byly černá a bílá.
Své domácí zápasy odehrával na stadionu Neukampfbahn s kapacitou 20 000 diváků.

## Historické názvy
Zdroj: 
- 1909 – FC Köslin (Fußballclub Köslin)
- 1913 – SV Preußen Köslin (Sportverein Preußen Köslin)
- 1945 – zánik

## Účast v nejvyšší soutěži
- Gauliga Pommern
  - 1933/34, 1934/35, 1940/41, 1943/44

## Umístění v jednotlivých sezonách
Zdroj: 
- 1933–1935: Gauliga Pommern Ost
- 1940–1941: Gauliga Pommern Ost
- 1943–1944: Gauliga Pommern Ost

Jednotlivé ročníky
Zdroj: 
Legenda: Z - zápasy, V - výhry, R - remízy, P - porážky, VG - vstřelené góly, OG - obdržené góly, +/- - rozdíl skóre, B - body, červené podbarvení - sestup, zelené podbarvení - postup, fialové podbarvení - reorganizace, změna skupiny či soutěže
| Velkoněmecká říše (1933 – 1944) |                     |        |    |   |   |   |    |    |     |    |        |
| Sezóny                          | Liga                | Úroveň | Z  | V | R | P | VG | OG | +/- | B  | Pozice |
| 1933/34                         | Gauliga Pommern Ost | 1      | 12 | 8 | 1 | 3 | 28 | 21 | +7  | 17 | 2.     |
| 1934/35                         | Gauliga Pommern Ost | 1      | 12 | 1 | 3 | 8 | 16 | 46 | -30 | 5  | 7.     |
| ...                             |                     |        |    |   |   |   |    |    |     |    |        |
| 1940/41                         | Gauliga Pommern Ost | 1      | 10 | 1 | 2 | 7 | 13 | 29 | -16 | 4  | 6.     |
| ...                             |                     |        |    |   |   |   |    |    |     |    |        |
| 1943/44                         | Gauliga Pommern Ost | 1      | 10 | 2 | 1 | 7 | 14 | 40 | -26 | 5  | 6.     |